# Ce pays que tu ne connais pas
Ce pays que tu ne connais pas est un essai politique français du député François Ruffin, écrit en opposition au président de la République Emmanuel Macron lors du mouvement des Gilets jaunes. Il paraît le 21 février 2019.
L'auteur est également rédacteur en chef du journal Fakir et auteur de nombreux ouvrages, dont Les Petits soldats du journalisme, Quartier Nord, Leur grande trouille, ainsi que des documentaires Merci Patron ! et J'veux du soleil.

## Résumé
Sous la forme d'une longue lettre ouverte au Président Emmanuel Macron, ce pamphlet à charge contre la politique du chef de l’État, interpelle ce dernier et dresse le réquisitoire de son action, en faisant le parallèle entre le parcours de l'auteur et celui du Président, tous deux ayant fréquenté le même lycée à Amiens pour finalement devenir opposants politiques,.

## Historique éditorial

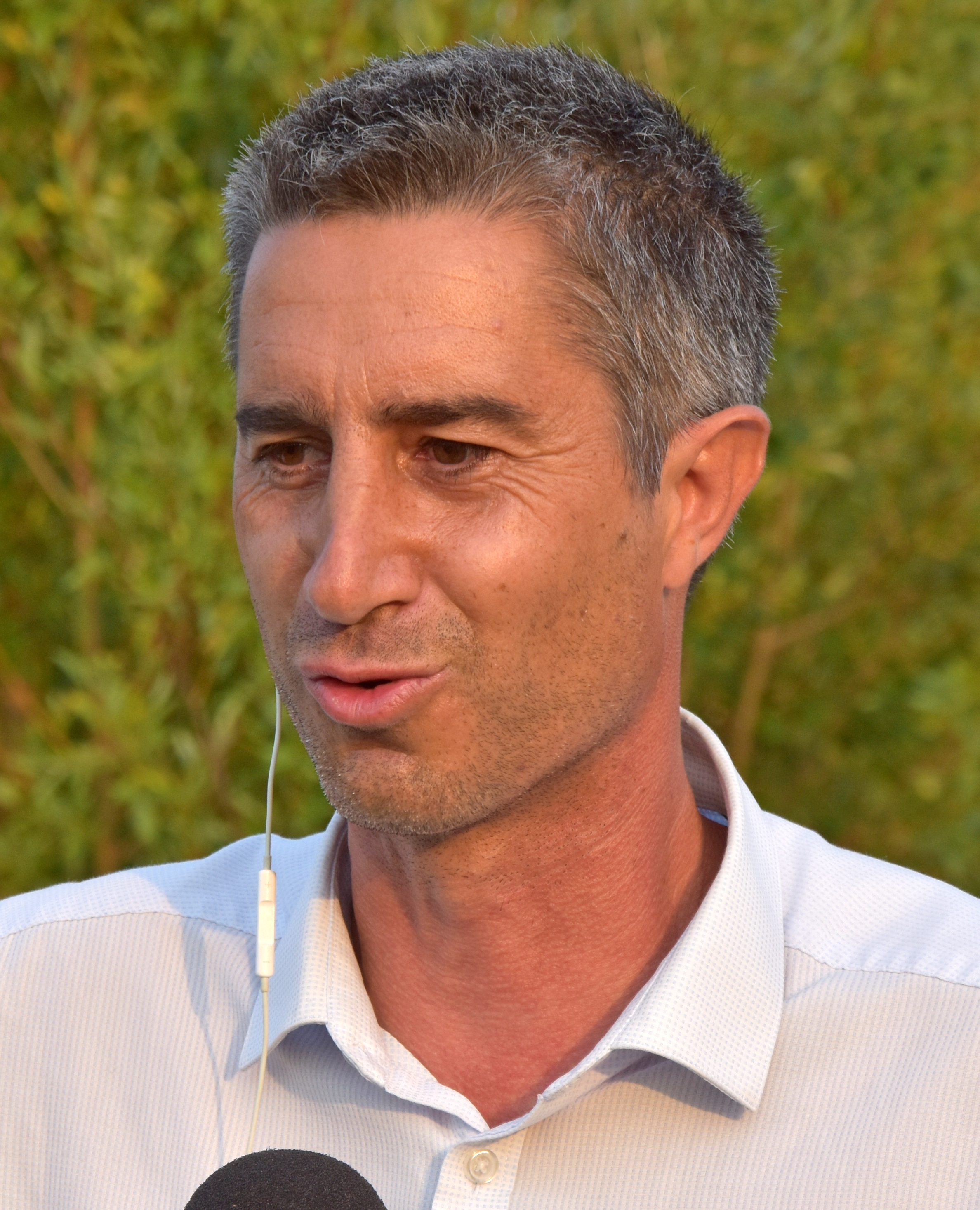
L'auteur, François Ruffin, en 2020.

Écrit et imprimé dans le plus grand secret à 46 000 exemplaires, Ce pays que tu ne connais pas est annoncé par le député insoumis de la Somme sur sa chaîne YouTube le 20 février 2019, le jour précédant sa sortie. Il le présente comme « la biographie non autorisée » et un « uppercut politique au foie du président de la République »,.
Dans les remerciements, François Ruffin précise que les droits d'auteur du livre sont « directement versés à l'association Picardie debout ! qui a pour objet de dire non à Macron, et pour projet de préparer autre chose ».

## Édition
- Ce pays que tu ne connais pas, Paris, Les Arènes, 21 février 2019, 215 p. (ISBN 978-2-7112-0129-7)[5]

## Accueil critique
À la demande de François Ruffin, l'éditeur a envoyé les épreuves du livre non pas à la presse mais à une dizaine d'intellectuels, dont le philosophe Michel Onfray, pour qui « ce livre est un portrait de la misère incarnée, pas un règlement de compte ni un exercice de ressentiment ». Les sociologues Monique Pinçon-Charlot et Michel Pinçon saluent quant à eux un « face-à-face réussi entre la langue de la solidarité et celle de la compétitivité au service des premiers de cordée ». Pour l'écrivaine Annie Ernaux, Ce pays que tu ne connais pas « donne à entendre ce que les gens vivent. Ce qu'ils disent de leur vie quotidienne, de leurs rêves. »
Pour Hervé Kempf de Reporterre, « le livre est une charge énergique contre Emmanuel Macron, le « toutou » de l'oligarchie. Mais François Ruffin s’y dévoile franchement, ouvrant les questions sur son avenir », et « en se posant en symétrique de Macron, Ruffin s'affirme son challenger ».
Pour Abel Mestre du quotidien Le Monde, c'est « un livre qui raconte une haine. Une haine pas ordinaire mais politique, et aussi personnelle. Celle de François Ruffin envers Emmanuel Macron », plusieurs pages sans « aucune once de politique » sont en effet consacrées à décrire « le rejet physique, viscéral » de Macron, un « atlantiste, mondialiste, libre-échangiste ». Ruffin y écrit en effet : « Votre tête ne me revient pas » ; « Partout, vous posiez avec vos mines pour catalogue des 3 Suisses : les traits réguliers, le nez droit, la peau lisse, la mâchoire carrée » ; « C'est physique. C'est viscéral. C'est très mal. Je ne m'en vante pas [...], mais ce rejet nous sommes des milliers à l’éprouver. »